# Нагорское (Кировская область)
Нагорское — село в Фалёнском районе Кировской области. 

## География
Находится на расстоянии примерно 51 километр по прямой на юг от районного центра поселка Фалёнки.

## История
Село основано в 1890 году в связи с построением Преображенской церкви. В начале 1960-х годов с образованием совхоза «Бельский» в село были перевезены некоторые деревни. В 1990 г. совхоз разделился на два хозяйства: «Бельский» и «Нагорский», оба были нерентабельны. Имеется  неполная общеобразовательная школа, медпункт, клуб, библиотека, отделение связи. В 1905 году учтено было дворов 5 и жителей 7, в 1926 5 и 8, в 1950 – 9 и 14. В 1989 году было 220 жителей. До 2020 года входило в Талицкое сельское поселение Фалёнского района, ныне непосредственно в составе Фалёнского района.

## Население
| 1905 | 1926 | 1950 | 1989 | 2002 | 2010 |
| ---- | ---- | ---- | ---- | ---- | ---- |
| 7    | ↗8   | ↗14  | ↗220 | ↘159 | ↘48  |